# Le Chastang
Le Chastang är en kommun i departementet Corrèze i regionen Nouvelle-Aquitaine i de centrala delarna av Frankrike. Kommunen ligger  i kantonen Tulle-Campagne-Sud som tillhör arrondissementet Tulle. År 2022 hade Le Chastang 348 invånare.

## Befolkningsutveckling
Antalet invånare i kommunen Le Chastang
Referens:INSEE